# Gigantidas
Gigantidas is een geslacht van tweekleppigen uit de familie van de Mytilidae.

## Soorten
- Gigantidas coseli Saether, Little, K. A. Campbell, B. A. Marshall, M. Collins & Alfaro, 2010 †
- Gigantidas gladius Cosel & B. A. Marshall, 2003
- Gigantidas horikoshii Hashimoto & Yamane, 2005